# Liste des oiseaux d'Argentine
Ceci est une liste des oiseaux endémiques ou quasi-endémiques d'Argentine.
| Nom                          | Famille           | Répartition                 | Statut UICN | Image |
| ---------------------------- | ----------------- | --------------------------- | ----------- | ----- |
| Ada clignot                  | Tyrannidae        | répandu                     |             |       |
| Ada de Hudson                | Tyrannidae        | centre                      |             |       |
| Amazone de Tucuman           | Psittacidae       | Yungas australes            |             |       |
| Annumbi alouette             | Furnariidae       | répandu                     |             |       |
| Annumbi rougequeue           | Furnariidae       | Patagonie                   |             |       |
| Attagis de Magellan          | Thinocoridae      | Patagonie                   |             |       |
| Bécassine de Strickland      | Scolopacidae      | Terre de Feu                |             |       |
| Brassemer cendré             | Anatidae          | Terre de Feu                |             |       |
| Brassemer des Malouines      | Anatidae          | Îles Malouines              |             |       |
| Brassemer de Patagonie       | Anatidae          | Patagonie                   |             |       |
| Brassemer à tête blanche     | Anatidae          | côte est                    |             |       |
| Cacholote brun               | Furnariidae       | nord                        |             |       |
| Cacholote à gorge blanche    | Furnariidae       | sud                         |             |       |
| Caracara chimango            | Falconidae        | répandu                     |             |       |
| Cariama de Burmeister        | Cariamidae        | Gran Chaco                  |             |       |
| Carouge galonné              | Icteridae         | répandu                     |             |       |
| Carouge safran               | Icteridae         | répandu                     |             |       |
| Chardonneret à menton noir   | Fringillidae      | Patagonie                   |             |       |
| Chipiu cannelle              | Thraupidae        | centre                      |             |       |
| Chipiu de Tucuman            | Thraupidae        | Yungas australes            |             |       |
| Chouette du Chaco            | Strigidae         | Gran Chaco                  |             |       |
| Cinclode brun                | Furnariidae       | répandu                     |             |       |
| Cinclode de Córdoba          | Furnariidae       | Sierras de Córdoba          |             |       |
| Cinclode d'Olrog             | Furnariidae       | Sierras de Córdoba          |             |       |
| Colombe de Moreno            | Columbidae        | Yungas australes            |             |       |
| Conure de Patagonie          | Psittacidae       | Patagonie                   |             |       |
| Cormoran impérial            | Phalacrocoracidae | côte sud-est                |             |       |
| Cormoran de Magellan         | Phalacrocoracidae | côte sud-est                |             |       |
| Coscoroba blanc              | Anatidae          | répandu                     |             |       |
| Cygne à cou noir             | Anatidae          | répandu                     |             |       |
| Doradite de Dinelli          | Tyrannidae        | nord                        |             |       |
| Dormilon à ventre roux       | Tyrannidae        | Patagonie                   |             |       |
| Érismature ornée             | Anatidae          | répandu                     |             |       |
| Fauconnet à ailes tachetées  | Falconidae        | répandu                     |             |       |
| Foulque à jarretières        | Rallidae          | répandu                     |             |       |
| Foulque leucoptère           | Rallidae          | répandu                     |             |       |
| Géositte mineuse             | Furnariidae       | répandu                     |             |       |
| Goéland d'Olrog              | Laridae           | côte est                    |             |       |
| Grèbe mitré                  | Podicipedidae     | Patagonie (sud)             |             |       |
| Hirondelle gracieuse         | Hirundinidae      | répandu                     |             |       |
| Manchot de Magellan          | Spheniscidae      | côte sud-est                |             |       |
| Mélanodère à sourcils blancs | Thraupidae        | Patagonie                   |             |       |
| Mérulaxe bridé               | Rhinocryptidae    | Yungas australes            |             |       |
| Mouette de Patagonie         | Laridae           | Patagonie                   |             |       |
| Moqueur de Patagonie         | Laridae           | répandu                     |             |       |
| Nette demi-deuil             | Anatidae          | répandu                     |             |       |
| Ouette de Magellan           | Anatidae          | Patagonie                   |             |       |
| Ouette à tête grise          | Anatidae          | Patagonie                   |             |       |
| Ouette à tête rousse         | Anatidae          | Terre de Feu                |             |       |
| Pépoaza couronné             | Tyrannidae        | répandu                     |             |       |
| Pépoaza œil-de-feu           | Tyrannidae        | Terre de Feu                |             |       |
| Pépoaza de Salinas           | Tyrannidae        | nord-ouest                  |             |       |
| Pépoaza traquet              | Tyrannidae        | répandu                     |             |       |
| Pépoaza à ventre rougeâtre   | Tyrannidae        | Patagonie                   |             |       |
| Phrygile charbonnier         | Thraupidae        | nord-ouest                  |             |       |
| Phrygile de Patagonie        | Thraupidae        | Patagonie                   |             |       |
| Pic de Magellan              | Picidae           | Patagonie                   |             |       |
| Pigeon picazuro              | Columbidae        | répandu                     |             |       |
| Pluvier oréophile            | Charadriidae      | répandu                     |             |       |
| Saltatricule du Chaco        | Thraupidae        | Gran Chaco                  |             |       |
| Sarcelle cannelle            | Anatidae          | répandu                     |             |       |
| Sarcelle bariolée            | Anatidae          | répandu                     |             |       |
| Sicale de Mendoza            | Thraupidae        | Monte de sierras y bolsones |             |       |
| Sporophile cannelle          | Thraupidae        | nord-est                    |             |       |
| Sporophile à croupion roux   | Thraupidae        | nord-est                    |             |       |
| Sporophile d'Ibera           | Thraupidae        | nord-est                    |             |       |
| Sporophile des marais        | Thraupidae        | nord-est                    |             |       |
| Sturnelle australe           | Icteridae         | Pampas                      |             |       |
| Sturnelle des pampas         | Icteridae         | Pampas                      |             |       |
| Synallaxe à bec courbe       | Furnariidae       | Pampas                      |             |       |
| Synallaxe à bec court        | Furnariidae       | centre/nord                 |             |       |
| Synallaxe de Hudson          | Furnariidae       | centre/est                  |             |       |
| Synallaxe marron             | Furnariidae       | ouest                       |             |       |
| Synallaxe de Patagonie       | Furnariidae       | Patagonie                   |             |       |
| Synallaxe de la Plata        | Furnariidae       | répandu                     |             |       |
| Synallaxe des rocailles      | Furnariidae       | répandu                     |             |       |
| Synallaxe vannier            | Furnariidae       | répandu                     |             |       |
| Thinocore de Patagonie       | Thinocoridae      | Patagonie                   |             |       |
| Tinamou élégant              | Tinamidae         | répandu                     |             |       |
| Tinamou de Patagonie         | Tinamidae         | Patagonie                   |             |       |
| Tinamou sauvageon            | Tinamidae         | Gran Chaco                  |             |       |
| Tohi citrin                  | Passerellidae     | Yungas australes            |             |       |
| Tourco huppé                 | Rhinocryptidae    | centre/nord                 |             |       |
| Tourco sable                 | Rhinocryptidae    | ouest                       |             |       |
| Upucerthie à bec droit       | Furnariidae       | ouest                       |             |       |
| Upucerthie du Chaco          | Furnariidae       | Gran Chaco                  |             |       |
| Vacher criard                | Icteridae         | répandu                     |             |       |
| Vanneau téro                 | Charadriidae      | répandu                     |             |       |